# Десант при Диеп
Десантът при Диеп, битката за Диеп или операция „Юбилей“ е съюзническо нападение срещу окупираното от немците пристанище Диеп във Франция на 19 август 1942 г., по време на Втората световна война. Основната атака продължава по-малко от шест часа, когато силната немска защита и покачващите се съюзнически загуби карат съюзническите командири да обявяват отстъпление.
Над 6000 пехотинци, основно канадци, са подкрепяни от британските ВМС и ВВС. В битката участват около 5000 канадци, 1000 британци и 50 американци. Целите включват превземането и задържането на пристанището за кратък период, както за да се докаже, че това е възможно, така и за разузнаване. По време на оттеглянето Съюзниците също искат да разрушат брегови отбранителни съоръжения, пристанищната инфраструктура и всички стратегически сгради. Рейдът също цели подобряването на морала и демонстрирането на ангажираността на Великобритания относно отварянето на западен фронт в Европа.
На практика почти никои от тези цели не биват осъществени. Съюзническата огнева поддръжка се оказва неадекватна, а нахлуващата сила като цяло е хваната в капан на плажа от препятствия и немския огън. По-малко от десет часа след пристигането на първите войски, последните съюзнически сили или са убити, или са евакуирани, или са пленени от немците. Вместо демонстрация на кураж, кървавото фиаско показва, че Съюзниците не могат да се надяват за нахлуване във Франция в близко бъдеще. Постигнат е успех единствено при разузнаването.
От 6086 души, които десантират, 3623 биват убити, ранени или пленени. Британските ВВС се провалят в примамването на Луфтвафе в открита битка и губят 106 самолета, в замяна на 48 изгубени от Луфтвафе. Британските ВМС губят 33 десантни плавателни съда и един разрушител. Събитията при Диеп повлияват на подготовката за операция „Факел“ и операция „Овърлорд“.

## Предистория
След евакуацията на Дюнкерк през май 1940 г. британците започват разработването на значителна ударна сила. Това е съпътствано от разработването на техники и оборудване за морски десанти. В края на 1941 г. е предложена схема за десантирането на 12 дивизии около Хавър, която се основава на изтеглянето на немски части, които да контрират съветските успехи на изток. Предлага се тестова операция, която да изучава възможността за завладяване на пристанище в лицето на опозиция, проблемите при оперирането на нахлуващ флот и изпробването на оборудване и техники при нападението.
След победата си в битката за Британия през 1940 г. и преминаването на Луфтвафе към нощни бомбардировки към есента на 1940 г., британските изтребители остават „сила без мисия“. Изтребителите биват впрегнати в поредица от дневни мисии за търсене и унищожаване на силите на Луфтвафе над Франция. През втората половина на 1941 г. въздушните офанзиви над Франция се множат, което води до загубите на 411 британски и канадски самолети при нападения. В отговор на тези атаки, през пролетта на 1942 г. Луфтвафе разгръща новия си изтребител Focke-Wulf Fw 190 из летищата във Франция. Тези изтребители се оказват значително по-добри в бой от Supermarine Spitfire и Hawker Hurricane, които се използват от британските и канадските пилоти, и съюзническите загуби над Франция се показват бързо. Въпреки това, британските ВВС се убедени, че печелят войната във въздуха, вярвайки че техните загуби на 259 изтребителя над Франция през първите шест месеца на 1942 г. са оправдани от унищожението на 197 немски самолета за същия период (по-късно се оказва, че Луфтвафе, всъщност, са загубили 59 самолета). Голям проблем за британските ВВС е, че изтребителите на Луфтвафе не се впускат в сражения по френското крайбрежие, а вместо това действат във вътрешността на страната, което кара спитфайърите да изразходват повече горива, поставяйки британските самолети в значително неудобство, когато накрая се натъкнат на немските самолети. Британците смятат, че ако каквато и да е съюзническа сила се опита да завземе френско пристанище, германците ще го счетат за началото на нахлуване и Луфтвафе би предприело масирана атака срещу съюзническите сили при пристанището, където и да се намира то. Знаейки това, командването на военновъздушните сили на Великобритания натиска през пролетта и лятото на 1942 г. за нападение, което временно да превземе френско пристанище, за да се въвлекат повечето изтребители на Луфтвафе в битка по френското крайбрежие, която би била благоприятна за британците.
Диеп, морски град в департамент Сен Маритим, е построен по дължината на скала, гледаща към Ламанша. През 1942 г. немците разрушават някои сгради близо до брега, за да се улесни бреговата охрана, и стационират две големи артилерийски батареи в близките градчета Бернвал льо Гран и Варанжвил сюр Мер. Важно съображение за тях е, че Диеп се намира в обсега на британските изтребители. Освен това, съветското правителство настоява за отварянето на втори фронт в Западна Европа, за да може да се облекчи Червената армия на Източния фронт.

## План
Десантът при Диеп се планира от вице-адмирал Луис Маунтбатън и предвижда офанзива от 5000 канадци, 1000 британци и 50 американци. Бърнард Монтгомъри първоначално участва в планирането, но после предлага идеята за операцията да бъде изоставена.
Планът е съставен първоначално през април 1942 г. от Съвместния операционен щаб и носи кодовото име операция „Ратър“. Съюзниците планират да проведат голямо нападение с дивизии срещу немско пристанище от френската страна на Ламанша и да го задържат в продължение на поне два прилива, унищожавайки вражеските съоръжения преди да се изтеглят. Планът е одобрен от щаба през май 1942 г. Включва британските парашутисти, нападащи немските батареи от двете страни на пътя на основната канадска сила, правеща морски десант. По-късно парашутната операция е отменена и заменена с командосите от No. 3 Commando и No. 4 Commando, пристигащи по море, за да нападнат батареите.
Планът предвижда фронтална атака без предварително въздушно бомбардиране. Липсата на достатъчно бомбардиране е една от основните причини за провала на операцията. Според британските и канадските държавни служители, бомбардировките са пропуснати, за да се избегнат жертви сред цивилното френско население, което допълнително би отдалечило и разгневи правителството на Виши. Според други съюзнически командири, бомбардировката не е желателно, тъй като това би направило улиците непроходими, забавяйки нападателната сила след плажовете. Канадските офицери вярват, че комбинацията от скорост, изненада и шок от десантиращи танкове с пехотата ще е достатъчна за победа.
Десантът при Диеп е разчетен да се извърши на шест плажа: четири пред самия град и два от източния и западния фланг. От изток на запад плажовете носят кодови имена: Йелоу, Блу, Ред, Уайт, Грийн и Ориндж (от английски: Жълт, Син, Червен, Бял, Зелен и Оранжев). Основната ударна сила на канадците ще слезе на плажовете Ред и Уайт. Бронираните подкрепления са представени от 58 нови танкове Чърчил. Освен оръдията си, танковете разполагат и с огнехвъргачки и имат всички приспособления за действия в плитките крайбрежни води.
Британските ВМС отделят общо 237 плавателни съда за операцията. Британците не искат да рискуват с изпращане на големи кораби в уязвимия за тях Ламанш, затова предварителните корабни подкрепления са слаби – шест разрушителя със 100-mm оръдия. ВВС на Великобритания предоставят 74 самолетни ескадрили, от които 66 са съставени от изтребители.
Съюзническото разузнаване е слабо: на скалите има окопани германски сили, но те не са засечени или забелязани от разузнавателните самолети. Плажовете и тяхната стръмнина и пригодност за танкове са оценени само на базата на туристически картички, което води до подценяване на немските сили и терен.

## Немските сили
Немските сили при Диеп са в бойна готовност, след като са предупредени от френските си двойни агенти, че британците проявяват интерес в района. Също така те засичат повишен радио трафик и десантни съдове да се концентрират в южните британски пристанища.
Диеп и хълмовете около него са добре укрепени. Гарнизонът от 1500 души на 302-ра статична пехотни дивизия е съставен от 570-и, 571-ви, 572-ри пехотни полкове, всеки с по два батальона, 302-ри артилерийски полк, 302-ри разузнавателен батальон, 302-ри противотанков батальон, 302-ри инженерен абтальон и 302-ри сигнален батальон. Те са разположени по дължина на плажовете на Диеп и съседните градчета, покривайки всички възможни места за десант.
Градът и пристанището му са защитени от концентрирани тежки оръжия откъм основните подходи и резерви в тила. Отбранителните сили са стационирани не само в градовете, но и между градовете и откритите пространства и възвишенията близо до плажовете. Елементи на 571-ви пехотен полк защитава радарната станция на Диеп близо до Пурвил и артилерийската батарея при Варанжвил. На изток 570-и пехотен полк защитава артилерийската батарея при Бернвал льо Гран.
Силите на Луфтвафе наброяват 200 изтребителя, основно Focke-Wulf Fw 190 от Jagdgeschwader 2 и Jagdgeschwader 26, и около 100 бомбардировача, основно Dornier Do 217 от Kampfgeschwader 2, Kampfgeschwader 45 и Kampfgeschwader 77.

## Първоначален десант
Съюзническият флот отплава от южното крайбрежие на Англия през нощта на 18 август 1942 г. Флотът от осем разрушителя и придружаващи моторни лодки и катери за десантните съдове са водени от миночистачи, които чистят коридори през Ламанша за тях.
Първите десанти започват в 4:50 часа сутринта на 19 август с удари срещу двете артилерийски батареи по фланговете на основната зона за десант. При пристигането си на плажа, десантните и придружаващите ги съдове се натъкват на вражески огън от малък немски конвой към 3:48 часа. Британският разрушител „Брокълсби“ и полският разрушител „Шлазак“ забелязват схватката, но техните командири погрешно считат, че десантните съдове са попаднали под обстрел от бреговите батареи и не отиват да им помогнат.

### Плаж Йелоу
Мисията за британските командоси от No. 3 Commando е да се проведат два десанта на 13 km източно от Диеп и да се неутрализира бреговата батарея близо до Бернвал. Батареята има възможност за стрелба по десанта при Диеп 6 km западно. Трите 170-mm и четирите 105-mm оръдия на батарея 2/770 Batterie трябва да бъдат изведени от употреба, преди основната сила да е достигнала главния плаж.
Съдовете на No. 3 Commando, приближаващи се към брега от изток, не са предупредени за приближаващия немски брегови конвой, който е засечен от британските радарни станции. Немски торпедни катери, придружаващи танкер, нападат някои от десантните съдове и неутрализират придружаваща ги оръдейна лодка. Впоследствие немските торпедни катери са пропъдени, но немската брегова охрана вече е предупредена. Командосите от шест десантни съда, които слиза на плажа на Йелоу I претърпяват поражение и, неспособни безопасно да се изтеглят към основната сила, са принудени да се предадат. Само 18 командоса успяват да слязат на плажа Йелоу II. Те достигат периметъра на батареята през Бернвал, след като тя бива нападната от самолети Hawker Hurricane. Макар да не успяват да унищожат оръдията, тяхната стрелба за известно време успява да разсейва батареята толкова успешно, че артилеристите стрелят на посоки и батареята не успява да потопи нито един плавателен съд при Диеп. Командосите накрая са принудени да се изтеглят, изправени пред по-голяма вражеска сила.

### Плаж Ориндж
Мисията за командосите от No. 4 Commando (включително и 50 американски рейнджъри) е да се проведат два десанта на 10 km западно от Диеп, за да се неутрализира бреговата батарея при Сент Маргерит сюр Мер близо до Варанжвил. Слизайки на десния фланг, те се изкачват по стръмния склон и нападат и неутрализират целта си, батареята от шест 150-mm оръдия. Това е единственият успех на операция „Юбилей“. След това командосите се изтеглят по план към 7:30 часа. Повечето членове на No. 4 се прибират благополучно в Англия. Тази част от десанта става модел за бъдещите морски десанти на британските ВМС.

### Плаж Блу
Военноморското сражение между малкия немски конвой и десантните съдове с No. 3 Commando предупреждават немските защитници при плажа Блу. Десанта при Пюи от Кралския полк на Канада плюс три взвода от Черната стража на Канада и артилерийски части са натоварени със задачата да неутрализират картечните и артилерийските батареи, защитаващи този плаж. Те са забавени с 20 минути и димната завеса, която трябва да прикрие нападението им, вече е изчезнала. Така се губят преимуществата на изненадата и тъмнината, докато немците вече са се приготвили в отбранителните си позиции в очакване на десанта. Немските сили удържат канадците, които слизат на плажа. Още при слизането си канадците се оказват притиснати към дига край морето, неспособни да напредват. Кралският полк на Канада е унищожен. От 556 души в полка 200 са убити, а 264 са пленени.

### Плаж Грийн
На плажа Грийн по същото време, когато No. 4 Commando правят десант, 1-ви батальон на Южносаскачеуанския полк се отправя към Пурвил. Слизат на брега в 4:52 часа, без да са били засечени. Батальонът успява да напусне плавателните си съдове, преди немците да открият огън по тях. Въпреки това, някои от десантните съдове са отнесени от течението и по-голямата част от батальона се озовава западно от река Сци, вместо източно от нея. Тъй като слиза на грешното място, батальонът, чиято цел са хълмовете източно от селото, се налага да влезе в Пурвил, за да прекоси реката по единствения мост. Преди канадците да достигнат моста, немците позиционират картечници и противотанкови оръдия, които да спрат напредването им. С покачването на жертвите, генерал-полковник Чарлс Мерит се опитва да даде тласък на атаката чрез няколко опита за преминаване на моста, само за да покаже, че това е постижимо. Въпреки това, канадците не успяват да достигнат целта си. Макар някои канадски войски да успяват да пробият към вътрешността, те скоро биват отблъснати от немски подкрепления. Канадците претърпяват още повече загуби при отстъплението си – само 341 души успяват да се доберат до плавателните си съдове, а останалите са изоставени да бъдат пленени.

### Радарна станция при Пурвил
Една от целите на десанта при Диеп е да се открие значението и способността на немска радарна станция на хълм източно от Пурвил. За целта е изпратен и британския радарен специалист Джак Нисентал към Южносаскачеуанския полк при плажа Грийн. Той е доброволец и има за цел да влезе в радарната станция и да научи тайните ѝ, придружаван от екип от 11 души за охрана. Канадската му охрана има заповеди да го убие, в случай че бъде заловен от немците. Той носи и хапче с цианид за самоубийство в краен случай.
Нисентал и охраната му не успяват да влязат в радарната станция, тъй като тя се оказва добре охранявана, но радистът успява да се промъкне в задната част на станцията и да среже всички телефонни жици към нея. Това кара членовете на станцията да преминат на радио комуникация с командирите си, която бива подслушвана от Англия. Съюзниците успяват да научат много относно местоположението и гъстотата на немските радарни станции по крайбрежието на Ламанша, благодарение на това действие. От отряда в Англия успяват да се върнат само Нисентал и още един човек.

## Основен канадски десант

### Плажове Ред и Уайт
Подготвяйки земята за основните атаки, четири разрушителя бомбардират крайбрежието, докато десантните лодки наближават. Към 5:15 часа към тях се присъединяват самолети, които бомбардират бреговите отбранителни съоръжения и пускат димна завеса за защита на атакуващите войски. Между 3:30 и 3:40 часа, половин час след първоначалния десант, основният десант настъпва, предвождан от лека пехота. Планирано е тя да бъде подкрепяна от танкове Чърчил от 14-и армейски танков полк, които трябва да десантират по същото време, но всъщност пристигат по-късно. В резултат на това двата пехотни батальона трябва да атакуват без бронирана поддръжка. Посрещнати са от тежък картечен огън от вкопани позиции по близките хълмове. Неспособни да преминат препятствията и да минат дигата, те понасят тежки загуби. Когато танкове пристигат, само 29 от тях слизат на брега. Два от тях потъват в дълбоки води, а 12 затъват в пясъка. Само 15 достигат и минават дигата. След това се изправят срещу ред танкови препятствия, които им попречват да влязат в града. Блокирани от по-нататъшно настъпление, те се оказват принудени да се върнат към плажа, където предоставят прикритие за оттеглящата се пехота. Никой от танковете не успяват да се завърне в Англия. Екипажът им бива или убит, или пленен.
Незнаещ за ситуацията на плажовете, поради димната завеса, генерал-майор Робъртс изпраща два отряда от резерва. Към 7:00 часа първият е са посрещнат от силен вражески картечен и минохвъргачен огън и бива унищожен, като малцина успяват да достигнат града. Последните биват изпратени към центъра на Диеп и биват приклещени под скалите, след което Робъртс нарежда втори отряд да направи десант и да им помогне. Те също претърпяват тежки загуби. Тези, които достигат брега, биват убити или пленени. Скоро след това на войниците е наредено да минат в отстъпление.
Към 9:40 часа започва изтеглянето на войските от главните плажове за десант и е завършено под тежък обстрел към 14:00 часа.

## Въздушна битка
Действията във въздуха на Съюзниците, подкрепящи операция „Юбилей“, водят до едни от най-интензивните въздушни сражения след 1940 г. Основните цели на британците е да хвърлят защитна покривка над морската десантна сила и също да накарат силите на Луфтвафе да влязат в изтощаваща борба с благоприятни условия за Съюзниците. Заделени са 48 ексадрили от Supermarine Spitfire, 8 ескадрили от Hawker Hurricane, 4 ескадрили от P-51 Mustang и 7 ескадрили от леки бомбардировачи. Немците посрещат тази сила със 120 изтребители на Jagdgeschwader 2 и 26, Dornier Do 217 на Kampfgeschwader 2 и различни противокорабни бомбардировачи.
Макар в началото отговорът им да е бавен, немските изтребители скоро карат присъствието им да се почувства над летището в хода на деня. Макар съюзническите изтребители да се в известна степен успешни в защитата на сухопътните и морските сили от бомбардировки, те биват затруднени от отдалечеността им от летищата им. Спитфайърите в частност са на ръба на обсега си, като някои от тях могат да прекарат не повече от пет минути в бой. Десантът при Диеп е бойното кръщене за новия британски изтребител Spitfire Mark IX. По време на битката съюзническите сили осъществяват 2500 излитания към Диеп и постигат малка победа над Луфтвафе. Интензивните сражения попречват на Луфтвафе да нанасят големи удари по десантиращите или оттеглящите се съюзнически сили, които почти не понасят щети от въздушни удари. Обаче, планът да се постигне „най-голямата битка във въздуха“, която да осакати Луфтвафе над Франция, се проваля. По време на сраженията британците губят 91 самолета и губят 64 пилота, а канадците губят 14 самолета и 9 пилота. Освен това, британците губят и 6 бомбардировача над Диеп. Луфтвафе губят 48 самолета + 24 повредени и 13 пилота. Обаче, британското разузнаване по това време твърди, че Съюзниците са свалили 96 немски самолета, което за тях е победа. Реално, Луфтвафе във Франция се възстановява само за няколко дни след нападението. Въпреки че Съюзниците губят средно по два самолета срещу един немски, тяхната по-добра производителност на самолетостроителната промишленост кара Луфтвафе постепенно да губи битката в небесата над Франция.